# Abdel Aziz Khalifa
Mohamed Abdel Aziz Khalifa (in arabo محمد عبد العزيز خليفة‎?; 1925 – 14 novembre 1960) è stato un pallanuotista e nuotatore egiziano.

## Carriera
Ha rappresentato l'Egitto ai Giochi olimpici estivi di Londra 1948 ed ai Giochi olimpici estivi di Helsinki 1952 nel torneo di pallanuoto e alle gare di nuoto.
Ha rappresentato la Repubblica Araba Unita ai Giochi olimpici estivi di Roma 1960
Nel 1948 ha partecipato alle gara della Staffetta 4x200 sl, mentre per la pallanuoto ha gareggiato in tutti i tornei olimpici a cui ha preso parte.
Ai Giochi del Mediterraneo del 1951, ha vinto 1 argento nella pallanuoto.